# The Massacre
Pour les articles homonymes, voir The Massacre (film) et Massacre (homonymie).
Albums de 50 Cent
Get Rich or Die Tryin'
(2003) Curtis
(2007)
Singles
1. Disco Inferno
Sortie : 28 novembre 2004
2. Candy Shop
Sortie : 15 janvier 2005
3. Just a Lil Bit
Sortie : 10 mai 2005
4. Outta Control (Remix)
Sortie : 6 septembre 2005

The Massacre est le deuxième album studio de 50 Cent, sorti le 3 mars 2005 sous les mêmes labels Shady et Aftermath.
1,14 million de copies de The Massacre se sont vendues en quatre jours. Il s'agit de la sixième meilleure performance de vente de tous les temps. L'album s'écoulera finalement à 5,2 millions d'exemplaires aux États-Unis. Il comprend des titres à succès comme Disco Inferno, Piggy Bank, Just a Lil Bit et également Candy Shop en duo avec Olivia qui est devenu un succès planétaire.

## Liste des titres
| No  | Titre | Auteur                                                                                 | Contient un (des) sample(s) de | Durée |
| --- | --- | -------------------------------------------------------------------------------------- | --- | ----- |
| 1.  | Intro |                                                                                        | What Up Gangsta? de 50 Cent | 0:41  |
| 2.  | In My Hood (Produit par C. Styles et Bang Out)                                                                                   | Luis Resto, T. Crawford, P. Pitts, Marshall Mathers                                    | | 3:51  |
| 3.  | This Is 50 (Produit par Black Jeruz et Sha Money XL)                                                                             | R. Smith, Michael Clervoix                                                             | Fonky First des Silhouettes California My Way du Main Ingredient | 3:04  |
| 4.  | I'm Supposed to Die Tonight (Produit par Eminem)                                                                                 | Resto, Steve King, Mathers                                                             | Warning de The Notorious B.I.G. | 3:51  |
| 5.  | Piggy Bank (Produit par Needlz)                                                                                                  | K. Cain,                                                                               | Sonnet d'Alla Pougatcheva | 4:15  |
| 6.  | Gatman and Robbin' (featuring Eminem – Produit par Eminem)                                                                       | Jeff Bass, Resto, Mark Bass, Neal Hefti, Mathers                                       | Batman Theme de Neal Hefti | 3:46  |
| 7.  | Candy Shop (featuring Olivia – Produit par Scott Storch)                                                                         | Scott Storch                                                                           | | 3:29  |
| 8.  | Outta Control (Produit par Dr. Dre et Mike Elizondo)                                                                             | Andre Young, Mike Elizondo, Mark Batson, Lance Banks, Kejuan Muchita, Christopher Pope | Set It Off de Strafe Top Billin' d'Audio Two | 3:21  |
| 9.  | Get in My Car (Produit par Hi-Tek)                                                                                               | T. Cotrell                                                                             | Your Life's on the Line de 50 Cent | 4:05  |
| 10. | Ski Mask Way (Produit par Disco D)                                                                                               | Raymond Tyson, Bunny Sigler, Resto, Mathers, Dave « Disco D » Shayman                  | What Am I Waiting For des O'Jays Cell Therapy de Goodie Mob Flava in Ya Ear (Remix) de Craig Mack et The Notorious B.I.G. featuring Rampage, LL Cool J et Busta Rhymes Threat de Jay-Z | 3:05  |
| 11. | A Baltimore Love Thing (Produit par Cue Beats)                                                                                   | Q. Staples, Norma Toney                                                                | I'll Be Waiting There for You des Dells | 4:17  |
| 12. | Ryder Music (Produit par Hi-Tek)                                                                                                 | Cotrell                                                                                | Love's in Need of Love Today de Stevie Wonder | 3:51  |
| 13. | Disco Inferno (Produit par C. Styles et Bang Out)                                                                                | Crawford, Pitts                                                                        | | 3:34  |
| 14. | Just a Lil Bit (Produit par Scott Storch)                                                                                        | Storch                                                                                 | | 3:57  |
| 15. | Gunz Come Out (Produit par Dr. Dre et Mike Elizondo)                                                                             | Young, Elizondo                                                                        | | 4:24  |
| 16. | My Toy Soldier (featuring Tony Yayo – Produit par Eminem)                                                                        | Resto, Steve King, Marvin Bernard, Mathers                                             | | 3:44  |
| 17. | Position of Power (Produit par J.R. Rotem)                                                                                       | Jonathan Rotem                                                                         | | 3:12  |
| 18. | Build You Up (featuring Jamie Foxx – Produit par Scott Storch)                                                                   | Scott Storch                                                                           | | 2:55  |
| 19. | God Gave Me Style (Produit par Needlz)                                                                                           | Cain, Leonard Caston, Jr., Tom McFadden                                                | Each Day I Cry a Little d'Eddie Kendricks God Put a Smile upon Your Face de Coldplay                                                                                                   | 3:01  |
| 20. | So Amazing (featuring Olivia – Produit par J.R. Rotem)                                                                           | Rotem, J. Lopez                                                                        | Part-Time Lover de Stevie Wonder | 3:16  |
| 21. | I Don't Need 'Em (Produit par Buckwild)                                                                                          | Anthony Best                                                                           | Nobody Knows du SCLC Operation Breadbasket Orchestra and Choir | 3:20  |
| 22. | Hate It or Love It (G-Unit Remix) (featuring The Game, Lloyd Banks, Tony Yayo et Young Buck – Produit par Dr. Dre et Cool & Dre) | Curtis Jackson                                                                         | | 4:21  |

| 22. | Window Shopper (Produit par C. Styles et Sire)      | T. Crawford, C.Jackson, J.H. Turnbull | 3:12 |
| 23. | Best Friend (featuring Olivia – Produit par Hi-Tek) | C. Jackson                            | 4:14 |

## Classements et certifications
| Pays - classement (2005)                                       | Meilleure Position |
| -------------------------------------------------------------- | ------------------ |
| Australie - ARIA Charts                                        | 2                  |
| Autriche - IFPI                                                | 2                  |
| Belgique - région flamande (Ultratop 50)                       | 3                  |
| Belgique - région wallonne et Bruxelles-Capitale (Ultratop 40) | 9                  |
| Canada - Canadian Albums Chart                                 | 1                  |
| Danemark - Tracklisten                                         | 8                  |
| Pays-Bas - MegaCharts                                          | 2                  |
| Finlande                                                       | 7                  |
| France - SNEP                                                  | 3                  |
| Hongrie - Mahasz                                               | 11                 |
| Italie - FIMI                                                  | 13                 |
| Nouvelle-Zélande - RIANZ                                       | 1                  |
| Norvège - VG-lista                                             | 3                  |
| Portugal - IFPI                                                | 5                  |
| Espagne - Promusicae                                           | 32                 |
| Suède - Sverigetopplistan                                      | 10                 |
| Suisse - Schweizer Hitparade                                   | 2                  |
| Royaume-Uni - UK Albums Chart                                  | 1                  |
| Royaume-Uni - UK Hip Hop and R&B Chart                         | 1                  |
| États-Unis - Billboard 200                                     | 1                  |
| États-Unis - Top R&B/Hip-Hop Albums                            | 1                  |
| États-Unis - Top Rap Albums                                    | 1                  |

| Pays                     | Certification |
| ------------------------ | ------------- |
| Australie - ARIA         | Platine       |
| Belgique - BEA           | Or            |
| Canada - Music Canada    | 3 × Platine   |
| Europe - IFPI            | Platine       |
| France - SNEP            | Or            |
| Allemagne - BVMI         | Platine       |
| Grèce - IFPI             | Or            |
| Irlande - IRMA           | 2 × Platine   |
| Japon - RIAJ             | Platine       |
| Nouvelle-Zélande - RIANZ | Platine       |
| Russie                   | 3 × Platine   |
| Suisse - IFPI            | Platine       |
| Royaume-Uni - BPI        | 2 × Platine   |
| États-Unis - RIAA        | 2 × Platine   |

## The Massacre (Special Edition)
Quelques mois après la sortie de The Massacre, une nouvelle édition, intitulée The Massacre (Special Edition), est commercialisée. Elle contient un remix d'Outta Control avec Mobb Deep. Cette réédition comprend également un DVD bonus avec des clips de tous les titres de l'album (à l'exception de Disco Inferno, Gunz Come Out et Intro) ainsi qu'une bande-annonce du film Réussir ou mourir. Cette édition spéciale exclue la piste 22, qui était un remix du G-Unit de Hate It or Love It de Game, en raison de la brouille de 50 Cent avec ce dernier.

## Liste des titres
| No  | Titre                                                                              | Auteur | Durée |
| --- | ---------------------------------------------------------------------------------- | --- | ----- |
| 1.  | Intro                                                                              | | 0:41  |
| 2.  | In My Hood (Produit par C. Styles et Bang Out)                                     | Luis Resto, T. Crawford, P. Pitts, Marshall Mathers                                                               | 3:51  |
| 3.  | This Is 50 (Produit par Black Jeruz et Sha Money XL)                               | R. Smith, Michael Clervoix                                                                                        | 3:04  |
| 4.  | I'm Supposed to Die Tonight (Produit par Eminem)                                   | Resto, Steve King, Mathers                                                                                        | 3:51  |
| 5.  | Piggy Bank (Produit par Needlz)                                                    | K. Cain | 4:15  |
| 6.  | Gatman and Robbin' (featuring Eminem – Produit par Eminem)                         | Jeff Bass, Resto, Mark Bass, Neal Hefti, Mathers                                                                  | 3:46  |
| 7.  | Candy Shop (featuring Olivia – Produit par Scott Storch)                           | Scott Storch | 3:29  |
| 8.  | Outta Control (Remix) (featuring Mobb Deep – Produit par Dr. Dre et Mike Elizondo) | Andre Young, Mike Elizondo, Mark Batson, Albert Johnson, Kejuan Muchita, Mark Batson, Chris Pope, Steven Standard | 4:07  |
| 9.  | Get in My Car (Produit par Hi-Tek)                                                 | T. Cotrell | 4:05  |
| 10. | Ski Mask Way (Produit par Disco D)                                                 | Raymond Tyson, Bunny Sigler, Resto, Mathers, Dave "Disco D" Shayman                                               | 3:05  |
| 11. | A Baltimore Love Thing (Produit par Cue Beats)                                     | Q. Staples, Norma Toney                                                                                           | 4:17  |
| 12. | Ryder Music (Produit par Hi-Tek)                                                   | Cotrell | 3:51  |
| 13. | Disco Inferno (Produit par C. Styles et Bang Out)                                  | Crawford, Pitts                                                                                                   | 3:34  |
| 14. | Just a Lil Bit (Produit par Scott Storch)                                          | Storch | 3:57  |
| 15. | Gunz Come Out (Produit par Dr. Dre et Mike Elizondo)                               | Young, Elizondo                                                                                                   | 4:24  |
| 16. | My Toy Soldier (featuring Tony Yayo – Produit par Eminem)                          | Resto, Steve King, Marvin Bernard, Mathers                                                                        | 3:44  |
| 17. | Position of Power (Produit par J.R. Rotem)                                         | Jonathan Rotem | 3:12  |
| 18. | Build You Up (featuring Jamie Foxx – Produit par Scott Storch)                     | Scott Storch | 2:55  |
| 19. | God Gave Me Style (Produit par Needlz)                                             | Cain, Leonard Caston, Jr., Tom McFadden                                                                           | 3:01  |
| 20. | So Amazing (featuring Olivia – Produit par [J.R. Rotem)                            | Rotem, J. Lopez                                                                                                   | 3:16  |
| 21. | I Don't Need 'Em (Produit par Buckwild)                                            | Anthony Best | 3:20  |